# Куртник (рід)
Ку́ртник (Dumetia) — рід горобцеподібних птахів родини тимелієвих (Timaliidae). Представники цього роду мешкають в Індії і на Шрі-Ланці. Раніше рід вважався монотиповим, однак за результатами молеулярно-генетичного дослідження Dumetia atriceps був переведений до роду Куртник (Dumetia).

## Види
Виділяють два види:
- Куртник (Dumetia hyperythra)
- Баблер чорнолобий (Dumetia atriceps)